# おおえひで
おおえ ひで（本名：大江 ヒデ（読み同じ）、1912年12月10日 - 1996年12月14日）は、日本の児童文学作家。
夫は小説家の大江賢次。

## 来歴
1912年（大正元年）12月10日、長崎県野母崎町（現・長崎市）生まれ。高浜高等小学校卒業。
19歳で上京、独学で保母となり保育園で働くなか、小説家として名の売れ始めた大江賢次と結婚。
戦時中、夫・賢次の実家である鳥取県に疎開中に長崎への原子爆弾投下によって姉や甥・姪を亡くす。夫・賢次の影響もあって、亡くなった親族や数多くの原爆犠牲者のために原爆の悲劇を記録として残し、また多くの人々に伝えるため、40歳から児童文学の創作をはじめる。
1961年（昭和36年）、長崎への原爆投下による孤児たちを題材にした「南の風の物語」で第5回未明文学賞奨励賞を受賞。
1971年（昭和46年）には、同じく長崎への原爆投下を題材にした「八月がくるたびに」で第20回小学館文学賞を受賞した。
その後も原爆児童文学の執筆を続けるなか、病院へ行く途中で倒れ、1996年（平成8年）12月14日に84歳で死去した。

## 受賞歴
- 1961年『南の風の物語』 第5回未明文学賞奨励賞
- 1971年『八月がくるたびに』 第20回小学館文学賞

## 著書
- 『南の風の物語』（丸木俊子絵、理論社） 1961
- 『ベレ帽おじいさん』（理論社） 1963
- 『くり毛の絵馬』（理論社） 1966
- 『八月がくるたびに』（篠原勝之絵、理論社） 1971、のちフォア文庫・解説:久保喬
- 『おしゃべりらんど』（理論社） 1972
- 『りよおばあさん』（実業之日本社） 1972
- 『海べのおはなし』（高橋書店） 1975
- 『海べの小さな村で』（偕成社） 1978
- 『心でさけんでください -ナガサキの歳月-』（小学館） 1983
- 『浜ひるがおの花が咲く』（汐文社） 1985